# Petrakerk (Ede)
De Petrakerk in de Gelderse plaats Ede is een kerkgebouw van de Gereformeerde Gemeenten.

## Geschiedenis
Reeds in 2007 was er sprake van de bouw van een nieuw kerkgebouw door de Gereformeerde Gemeente van Ede, niet ver van de huidige locatie. Door vertragingen in de aanwerving van percelen door de gemeente Ede in verband met uitbreidingen van de wijk Kernhem, kwam het bouwproces in 2008 stil te liggen. Er werd vervolgens gekeken of er gebruik kon worden gemaakt van bestaande kerkgebouwen in Ede, waaronder de Nieuwe Kerk en de Goede Herderkerk. Deze zoektocht liep om uiteenlopende redenen ook op niets uit. Uiteindelijk kwam het kerkgenootschap met de gemeente Ede een nieuwbouwlocatie van 8118 m² overeen op de hoek van de Lunterseweg en de Krommesteeg. Aangezien het bestemmingsplan agrarisch gebied was, moest dit worden aangepast. Het duurde nog tot 3 februari 2011 voordat de Edese gemeenteraad hiermee instemde. In maart 2012 werd begonnen met de bouw van de kerk. De eerste dienst in de kerk werd gehouden op Hemelvaartsdag, 9 mei 2013. De officiële opening vond plaats op 5 juni van dat jaar.

## Ontwerp
De nabijgelegen wijk Kernhem is gebouwd in de stijl van een jaren 30 wijk. Het exterieur van de kerk is hierop afgestemd. De kerkzaal telt ca. 1.000 zitplaatsen en ligt boven het maaiveld. De ruimte is symmetrisch en gericht op het liturgisch centrum voor in de kerk. De kansel, waarboven het kerkorgel is geplaatst, vormt het centrale deel van het liturgisch centrum. Onder de kerkzaal zijn een aantal zalen gesitueerd. Deze liggen verdiept onder het maaiveld.

### Orgel
Het orgel is oorspronkelijk afkomstig uit de rooms-katholieke Pauluskerk in Den Haag en werd in 2010 aangekocht. Het werd gebouwd door orgelbouwer B. Pels & Zn te Alkmaar, maar was al geruime tijd in onderhoud bij Adema's kerkorgelbouw. Gebruikmakend van het pijpwerk en de windladen van dit orgel werd in Ede een nieuw orgel opgebouwd met de volgende dispositie:
| Groot Orgel C-g’’’ |         |
| Principaal         | 16'     |
| Bourdon            | 16'     |
| Praestant          | 8'      |
| Fluit Harmoniek    | 8'      |
| Holpijp            | 8'      |
| Octaaf             | 4'      |
| Gemshoorn          | 4'      |
| Quint              | 2 2/3'  |
| Octaaf             | 2'      |
| Cornet II-V        |         |
| Mixtuur III-V      |         |
| Trompet            | 16' b/d |
| Trompet            | 8'      |

| Positief Expressief C-g’’’ |        |
| Praestant                  | 8'     |
| Salicionaal                | 8'     |
| Vox Coelestis              | 8'     |
| Roerfluit                  | 8'     |
| Praestant                  | 4'     |
| Fluit Harmoniek            | 4'     |
| Nasard                     | 2 2/3' |
| Flagéolet                  | 2'     |
| Terts                      | 1 3/5' |
| Mixtuur III                |        |
| Trompet Harmoniek          | 8'     |
| Dulciaan                   | 8'     |
| Tremulant                  |        |

| Pedaal C-f’ |         |
| Principaal  | 16'     |
| Contrabas   | 16'     |
| Subbas      | 16'     |
| Quintbas    | 10 2/3' |
| Octaafbas   | 8'      |
| Gedekt      | 8'      |
| Octaaf      | 4'      |
| Ruispijp IV |         |
| Bombarde    | 16'     |
| Bazuin      | 16'     |
| Trombone    | 8'      |
| Klaroen     | 4'      |

| Koppelingen (trede en trekregister) |
| P+I                                 |
| P+I 4'                              |
| P+II                                |
| P+II 4'                             |
| I+II B/D                            |
| I+II 16'                            |
| I+II 4'                             |
| II+II 16'                           |
| II+II 4'                            |

Speelhulpen:
- Extra voettreden: Sequencer voorwaarts, Sequencer achterwaarts, Tongwerken af